# Східний Кавказ
42°18′00″ пн. ш. 45°44′00″ сх. д. / 42.3° пн. ш. 45.7333° сх. д.
Східний Кавказ — гірська система, частина Великого Кавказу на схід від гори Казбек.

## Кордониороніма
Східний Кавказ простягається на схід від Казбеку до узбережжя Каспію. У меридіональному (поперечному) напрямку з півночі на південь виділяють хребти: Лісистий хребет, Пасовищний хребет, Скелястий, Бічний хребет, які з північної долини спостерігаються як щаблі гігантських сходів. На південь проходить нижчий Головний Кавказький хребет. У поздовжньому напрямку (на схід - південний схід від Казбека) Східний Кавказ можна розділити на ділянки: Східний, що простягається в міжріччя Терека і Самура, Південно-Східний, частина якого на південний схід від гори Бабадаг, називається Каспійським ланцюгом.